# John Marsh
Pour les articles homonymes, voir John Marsh (homonymie) et Marsh.
John Otho Marsh, Jr. (né le 7 août 1926 à Winchester en Virginie et mort le 4 février 2019 à Raphine (en) dans le même État) est un ancien Secrétaire à l'Armée des États-Unis, fonction qu'il a exercée de 1981 à 1989. Il a également siégé à la Chambre des représentants des États-Unis pour la Virginie de 1963 à 1971.
Il est conseiller du président des États-Unis entre 1974 et 1977.